# Horšovský Týn
Horšovský Týn (en allemand : Bischofteinitz) est une ville du district de Domažlice, dans la région de Plzeň, en Tchéquie. Sa population s'élevait à 5 227 habitants en 2024.

## Géographie
Horšovský Týn est arrosée par la rivière Radbuza, un sous-affluent de l'Elbe, et se trouve à 11 km au nord de Domažlice, à 39 km au sud-ouest de Plzeň et à 124 km au sud-ouest de Prague.

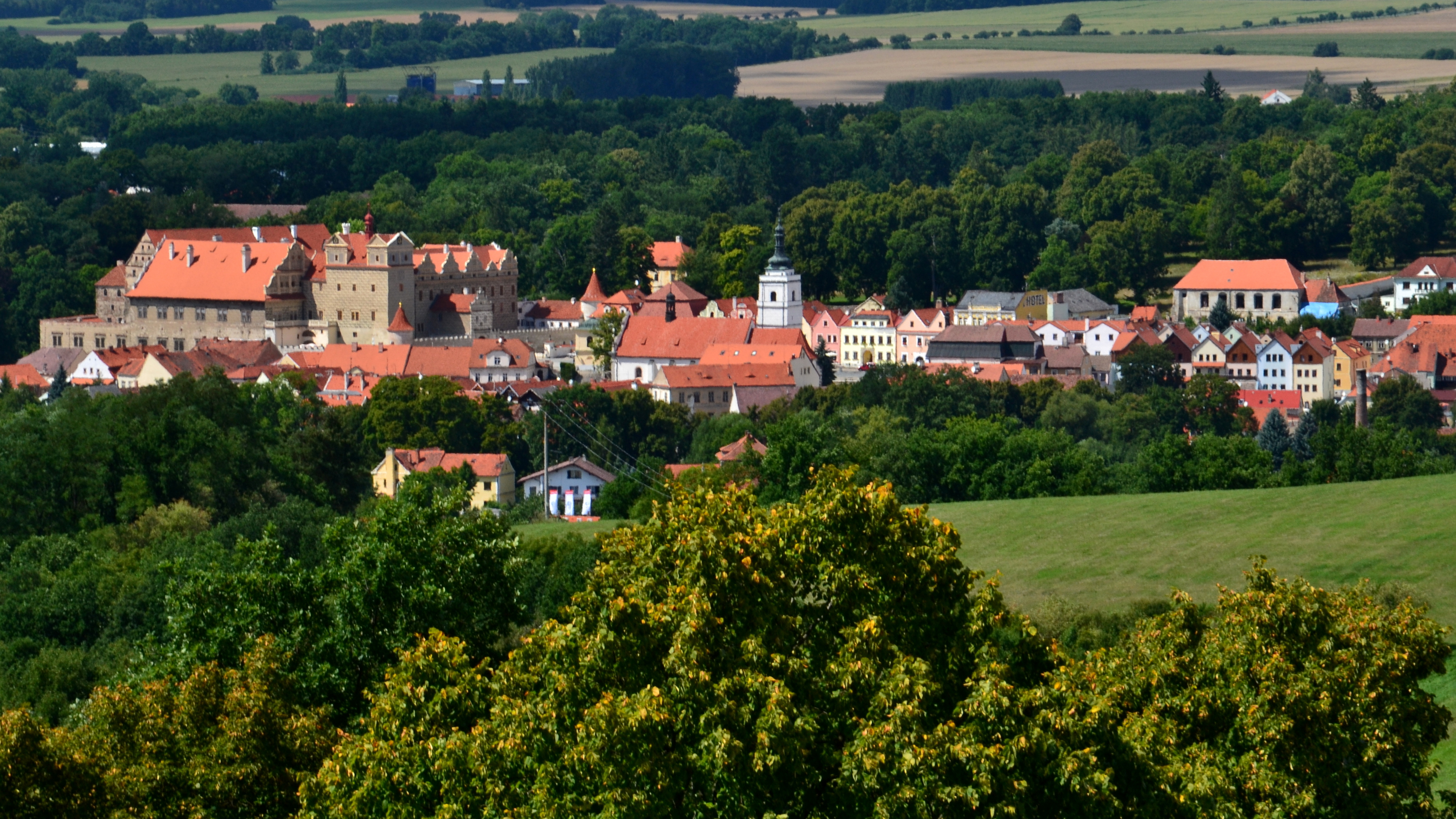
Horšovský Týn : vue générale.

La commune est limitée par Vidice, Mířkov et Semněvice au nord, par Bukovec, Puclice et Křenovy à l'est, par Osvračín, Blížejov et Meclov au sud, et par Srby et Hostouň à l'ouest.

## Histoire
La première mention écrite de la localité remonte à 1184.
Jusqu'en 1918, la ville faisait partie de la monarchie autrichienne (empire d'Autriche), puis Autriche-Hongrie (Cisleithanie après le compromis de 1867), district de Bischofteinitz, un des 94 Bezirkshauptmannschaften en Bohême.
Jusqu'en 1945, la population était essentiellement allemande. Les décrets Beneš entraînèrent l'expropriation et l'expulsion des Allemands des Sudètes et d'une partie des Hongrois de Slovaquie après la Seconde Guerre mondiale.

## Administration
La commune est divisée en 21 quartiers.

## Galerie

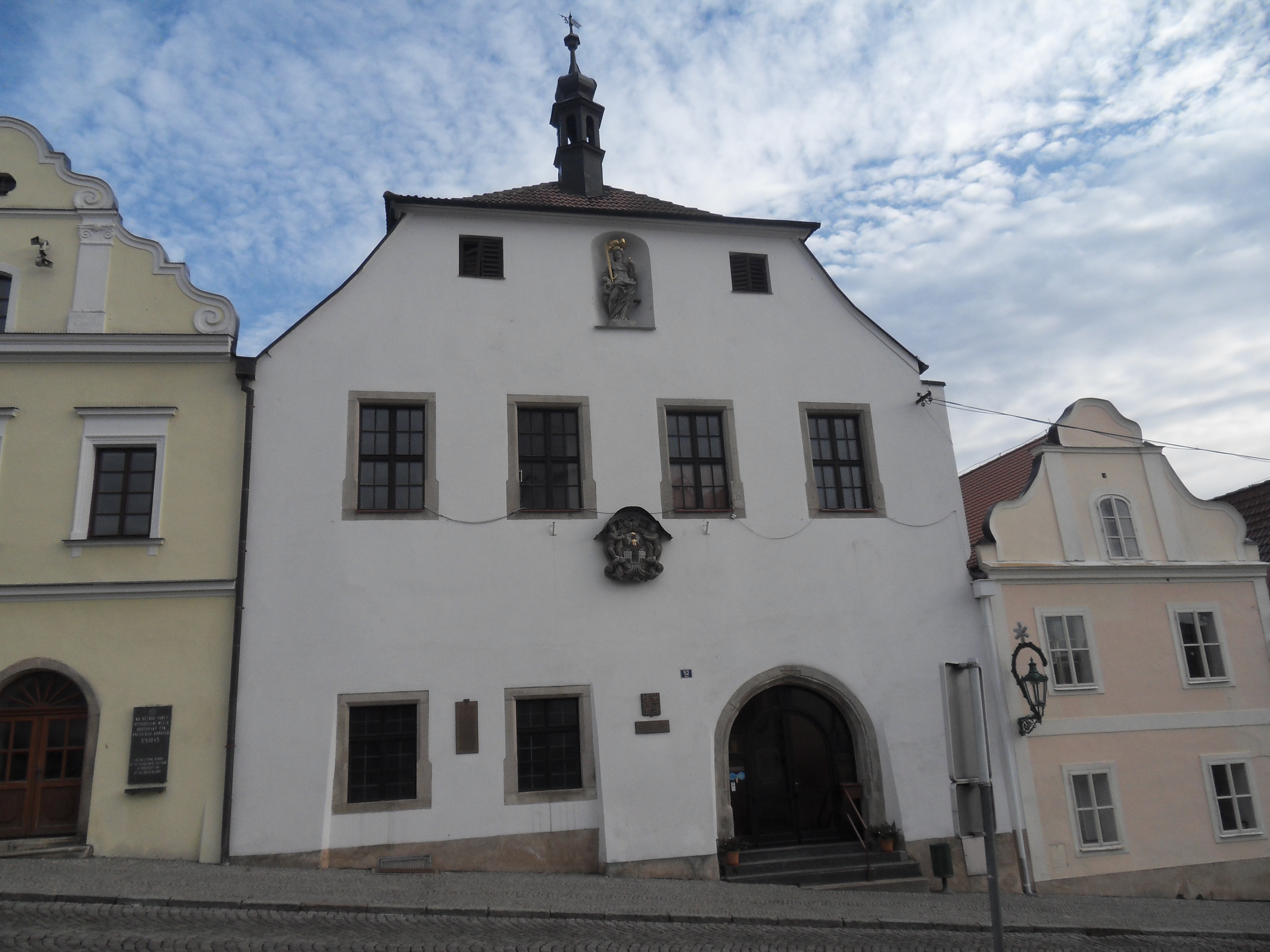
Hôtel de ville.
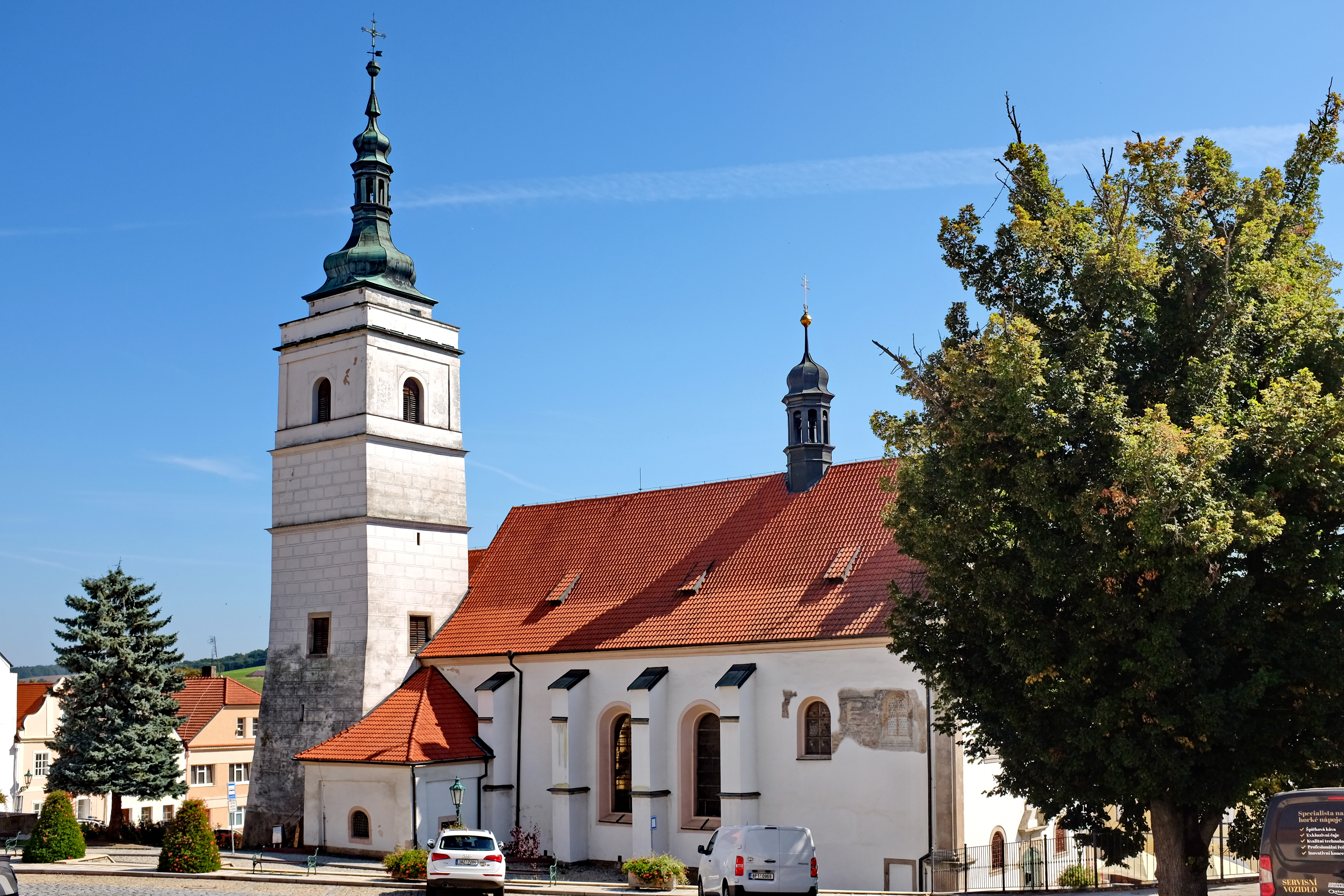
Église Saints-Pierre-et-Paul.

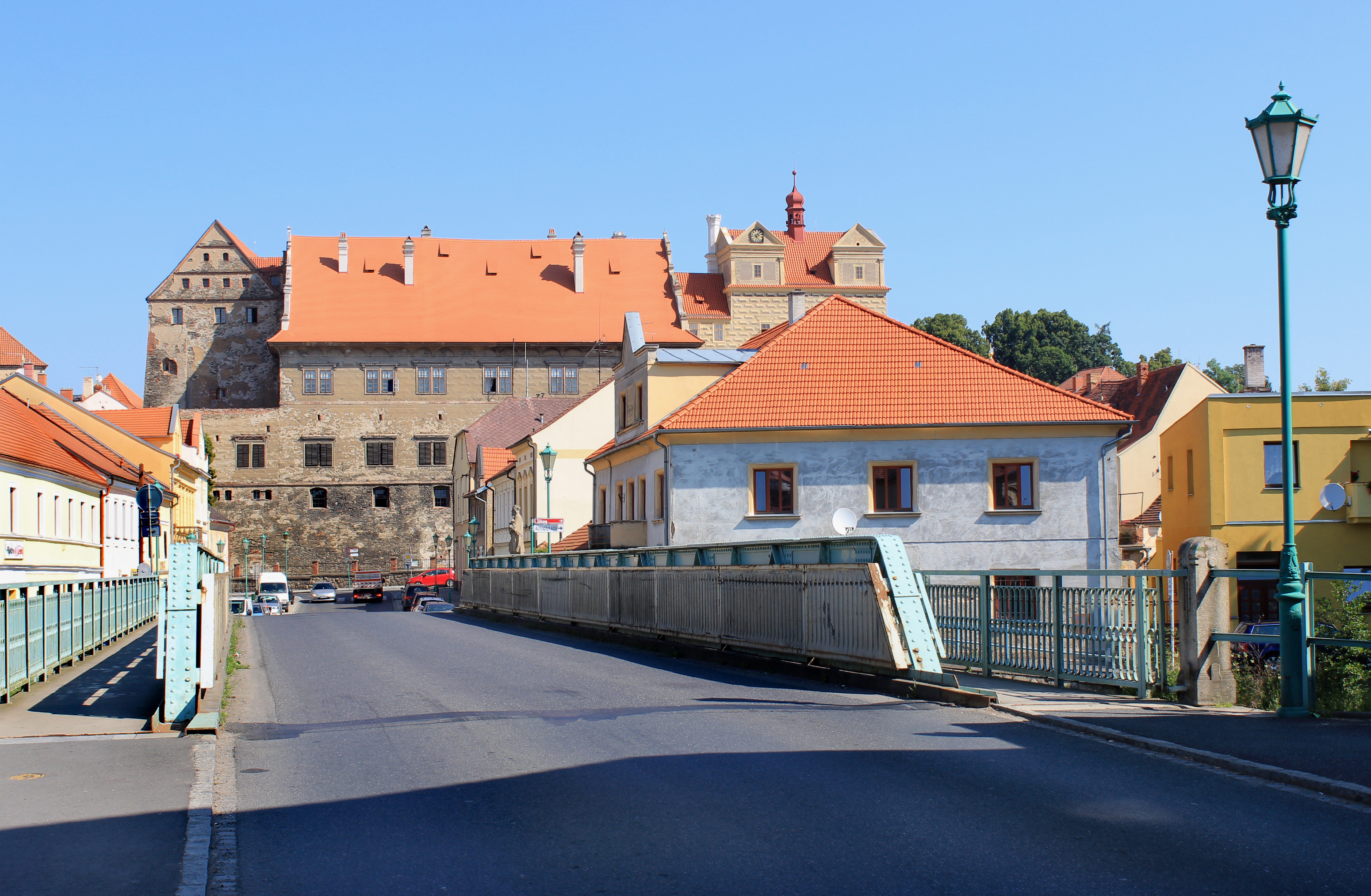
Pont sur la rivière Radbuza.
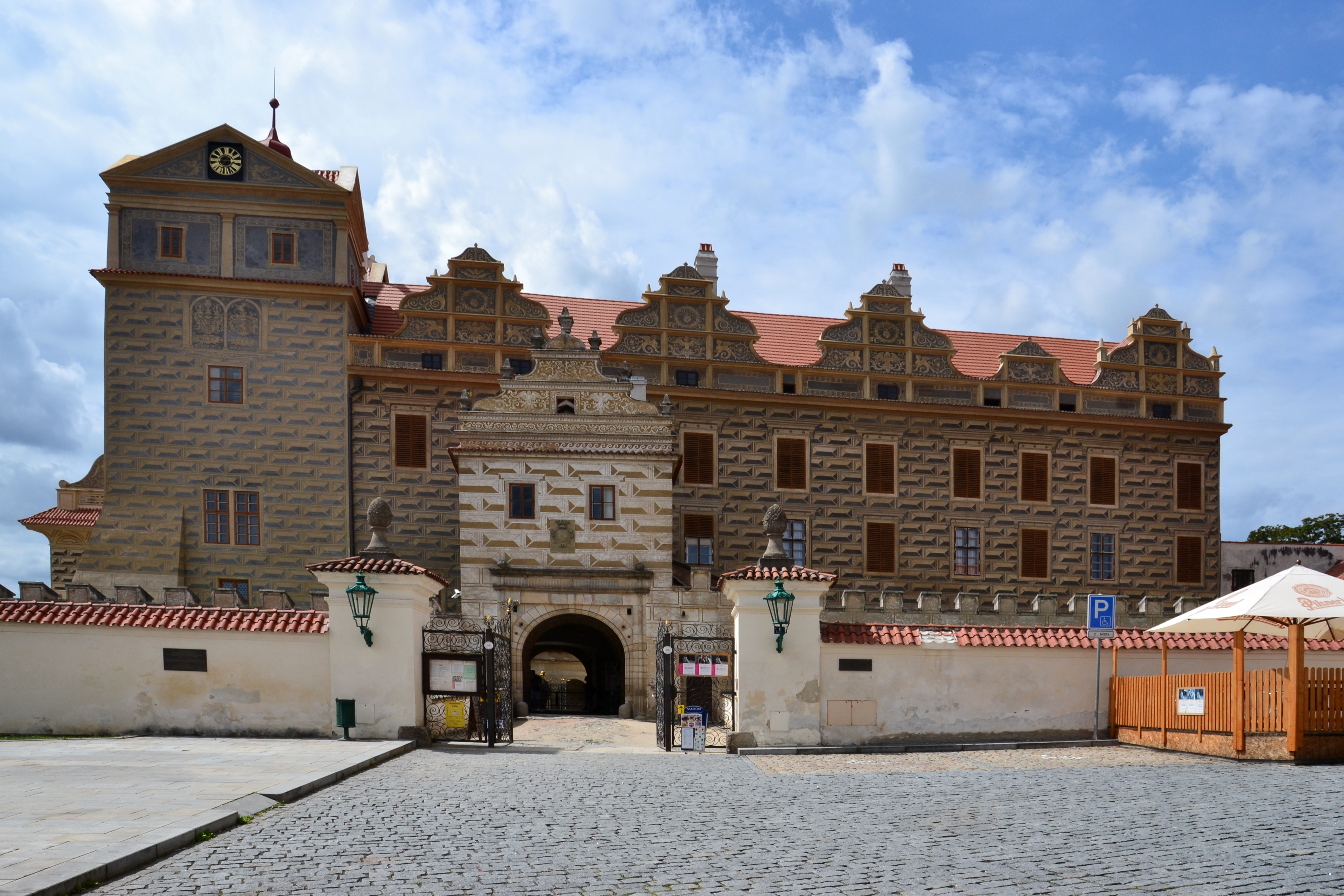
Château de Horšovský Týn.

## Transports
Par la route, Horšovský Týn se trouve à 11 km de Domažlice, à 44 km de Plzeň et à 137 km de Prague.